# Les farces de Toto Gâte-Sauce
Les farces de Toto Gâte-Sauce è un cortometraggio del 1905 diretto da Georges Hatot.

## Remake di
- Our New Errand Boy, regia di James Williamson (1905)